# Schweizer Ligacup (Fussball)
Der Schweizer Ligacup war ein Ligapokal und wurde zwischen 1972 und 1982 zwischen den Klubs der Nationalliga A und Nationalliga B ausgetragen. In den ersten beiden Jahren wurde er als Turnier vor der Saison ausgetragen, danach wurde er über die Saison verteilt. Wie der bekanntere Schweizer Cup wurde er auch im K.-o.-System ausgespielt.

## Die Endspiele im Überblick
| Datum                                                  | Austragungsort                                   | Sieger                  | Ergebnis              | Finalist                |
| ------------------------------------------------------ | ------------------------------------------------ | ----------------------- | --------------------- | ----------------------- |
| Turnier in der Sommerspause                            |                                                  |                         |                       |                         |
| 11. November 1972                                      | Letzigrund, Zürich                               | FC Basel                | 4:1                   | FC Winterthur           |
| 10. Oktober 1973                                       | Letzigrund, Zürich                               | Grasshopper Club Zürich | 2:2 n. V. (5:4 i. E.) | FC Winterthur           |
| 1975 bis 1980 in einem Spiel während der Saison        |                                                  |                         |                       |                         |
| 26. März 1975                                          | Letzigrund, Zürich                               | Grasshopper Club Zürich | 3:0                   | FC Zürich               |
| 23. Mai 1976                                           | Stadion Wankdorf, Bern                           | BSC Young Boys          | 4:2                   | FC Zürich               |
| 3. Mai 1977                                            | Pontaise, Lausanne                               | Servette FC Genève      | 2:0                   | Neuchâtel Xamax         |
| 15. August 1978                                        | Stadion Schützenwiese, Winterthur                | FC St. Gallen           | 3:2                   | Grasshopper Club Zürich |
| 5. März 1979                                           | Stadion St. Jakob, Basel                         | Servette FC Genève      | 2:2 n. V. (4:3 i. E.) | FC Basel                |
| 6. Mai 1980                                            | Stadion Gurzelen, Biel/Bienne                    | Servette FC Genève      | 3:0                   | Grasshopper Club Zürich |
| 1981 und 1982 in Hin- und Rückspiel während der Saison |                                                  |                         |                       |                         |
| 26. Mai 1981 8. September 1981                         | Pontaise, Lausanne Letzigrund, Zürich            | FC Zürich               | 2:1 / 0:0             | FC Lausanne-Sport       |
| 18. Mai 1982 29. Mai 1982                              | Espenmoos, St. Gallen Stadion Brügglifeld, Aarau | FC Aarau                | 1:0 / 0:0             | FC St. Gallen           |

## Rangliste der Sieger
- 3: Servette Genf
- 2: Grasshopper Club Zürich
- 1: FC Aarau, FC Basel, FC St. Gallen, BSC Young Boys, FC Zürich